# Premi Badaloní de l'Any
El Premi Badaloní de l'Any va ser guardó que atorgava la revista El Tot Badalona i la sala Sarau 08911 entre els anys 2012 i 2014 a una personalitat de la societat badalonina que, per la seva professió, afició o activitat, hagués destacat durant l'any. Els mateixos ciutadans proposaven els candidats i els votaven sent els encarregats de decidir el guanyador.
En el mes de maig de 2012, dins de les Festes de Maig, es va començar a celebrar l'entrega d'aquest premi per triar el badaloní més destacat de l'any 2011. El primer guanyador va ser Josep Valls i Plà, un veí impulsor de la conservació del Pont del Petroli. Es va imposar a Jordi Dauder i al Centre Esplai Aspirantat Sant Josep, perquè en aquesta primera edició hi havia una única categoria que aplegava tant personalitats com entitats. Va ser en la segona edició que es van crear dues categories diferenciades: una per a persones i una altra per a entitats o col·lectius. El guanyador va ser Miquel Carreras, president de la Fundació Badalona Contra el Càncer, per davant de Mireia Belmonte, Josep Carreras i Joan Giralt, mentre que l'entitat guanyadora va ser Aspanin. En l'edició celebrada el 2014, el premi badaloní de l'any ha recaigut sobre David Navarro Yudes, un ballarí de dansa clàssica de només disset anys, per davant del doctor Bonaventura Clotet i de l'activista veïnal Toni Flores. L'entitat guanyadora ha estat el Club de Rem de la ciutat.

## Premiats
| Edició | Badaloní de l'any                                                   | Finalistes                                            | Entitat guanyadora   |
| ------ | ------------------------------------------------------------------- | ----------------------------------------------------- | -------------------- |
| 2011   | Josep Valls i Pla, impulsor de la conservació del Pont del Petroli  | Jordi Dauder i el Centre Esplai Aspirantat Sant Josep | -                    |
| 2012   | Miquel Carreras, president de la Fundació Badalona Contra el Càncer | Mireia Belmonte, Josep Carreras i Joan Giralt         | Aspanin              |
| 2013   | David Navarro Yudes, ballarí de dansa clàssica                      | Bonaventura Clotet i Toni Flores                      | Club de Rem Badalona |